# Taninaka Yasunori

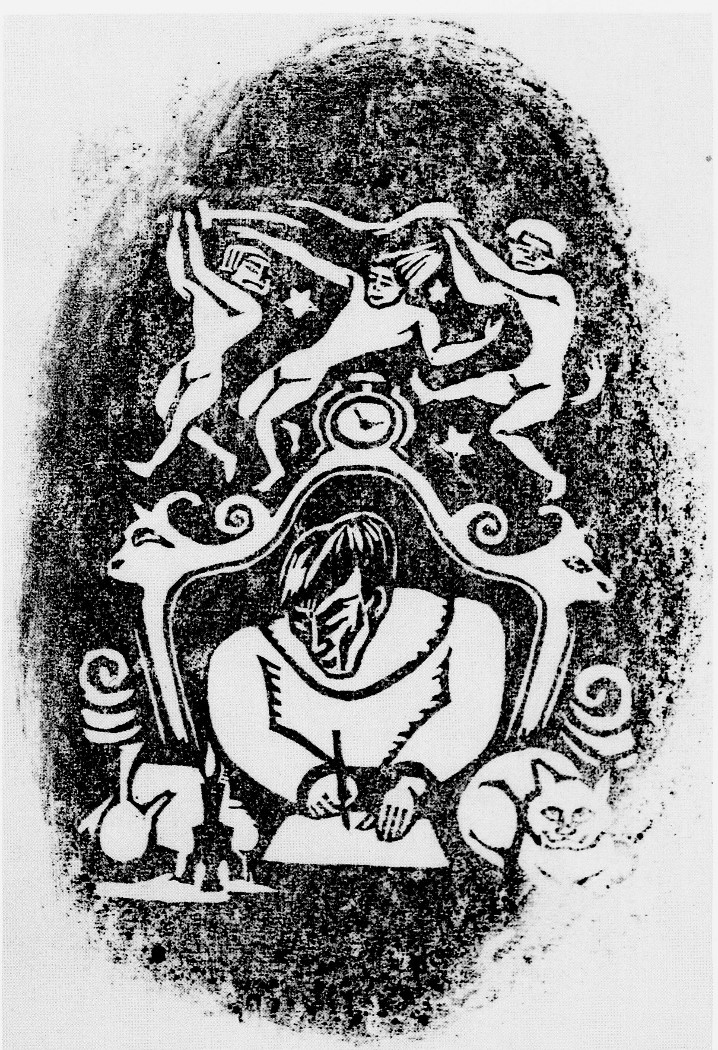
Selbstbildnis, o. J.

Taninaka Yasunori (japanisch 谷中 安規; geboren am 18. Januar 1897 in der heutigen Stadt Sakurai in der Präfektur Nara; gestorben am 9. September 1946) war ein japanischer Holzschnitt-Künstler mit oft surrealistischem Inhalt, Verfasser von Gedichten und Herausgeber von Magazinen.

## Leben und Werk
Taninakas Vater zog 1902 aus der Präfektur Nara nach Kyoto und betrieb dort ein Färberei-Geschäft. 1904 zog die Familie nach Korea. Nach seiner Rückkehr nach Japan besuchte Taninaka 1915 die zum buddhistischen Tempel Gokoku-ji gehörige Buzan-Mittelschule in Tokyo, beschäftigte sich mit Kurzgedichten (Tanka) und mit Kunst und gab eine Umlauf-Zeitschrift heraus. 1918 gab er, erkrankt, die Schule ohne Abschluss auf. 1919 trat er als Novize in einen Tempel ein, flüchtete aber nach einem Jahr. 1921 besuchte er für ein halbes Jahr seinen Vater in Korea, lebte nach seiner Rückkehr nach Tokyo dort auf ärmliche Weise.
1922 besuchte Taninaka das Atelier von Nagase Yoshirō (1891–1978) und lernte bei ihm die Herstellung von Holzschnitten. 1924 lernte er auf Vermittlung des Verlegers Hasegawa Minokichi (1893–1973) die Poeten Hinatsu Kōnosuke und Satō Haruo kennen und publizierte Gedichte in der Zeitschrift „Die Zeit“ (時間, Jikan). 
Ab 1930 gab Taninaka auch das Magazin „Schwarz und Weiß“ (白と黒, Shiro to kuro) heraus, das bis 1937 erschien. 1939 lernte er Radierung bei Sekino Junichirō (1914–1988). Über Maekawa Sempan lernte er den Kunstkritiker Ryōji Kumata (1899–1988) kennen, der ihn ermunterte, ein Lehrbuch zum Holzschnitt zu publizieren, das dann unter dem Titel Han-gijitsu (版技術, „Drucktechniken“) erschien. Er beteiligte sich an den Ausstellungen der Japanischen Gesellschaft für Holzschnitt (日本版画協会, Nihon banga kyōkai), verfertigte Illustrationen und war 1941 an der Gründung der Japanischen Gesellschaft für Illustrationen (日本挿絵画家協会, Nihon sashi-e gaka kyōkai) beteiligt. 
Im April 1945 wurde Taninakas Haus bei einem Bombenangriff zerstört, er baute sich aus den Trümmern eine kleine Hütte. Unterernährt erkrankte er und wurde am 9. September nächsten Jahres tot in seiner Hütte aufgefunden.

## Galerie

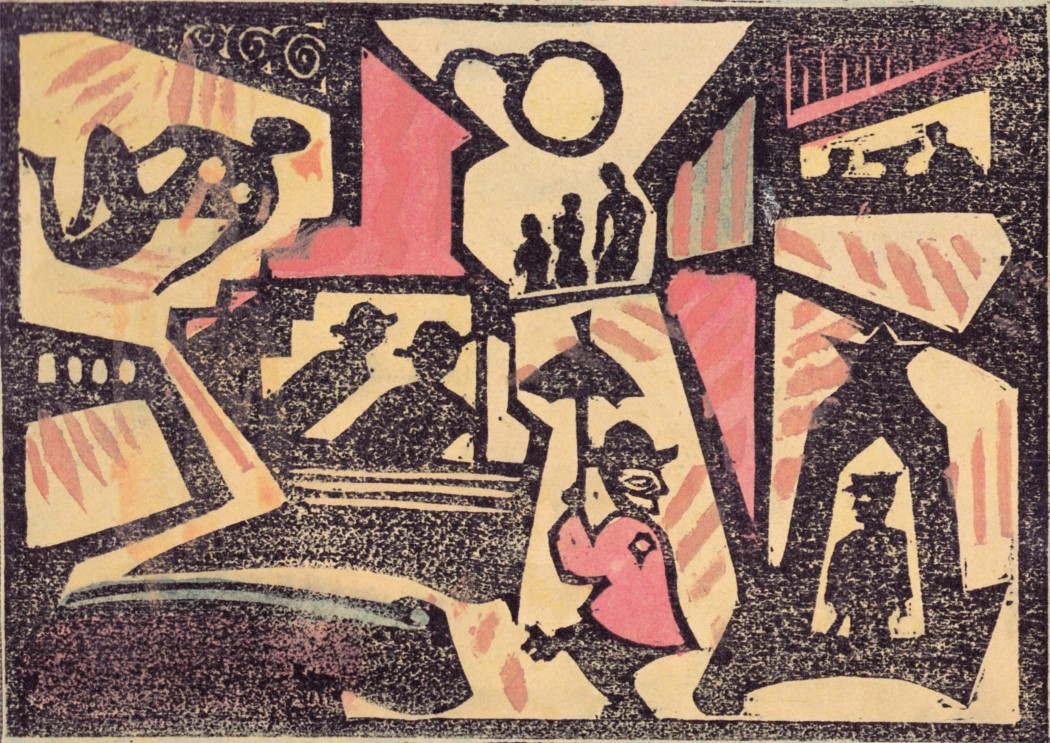
„Frühlingsabend“, 1933
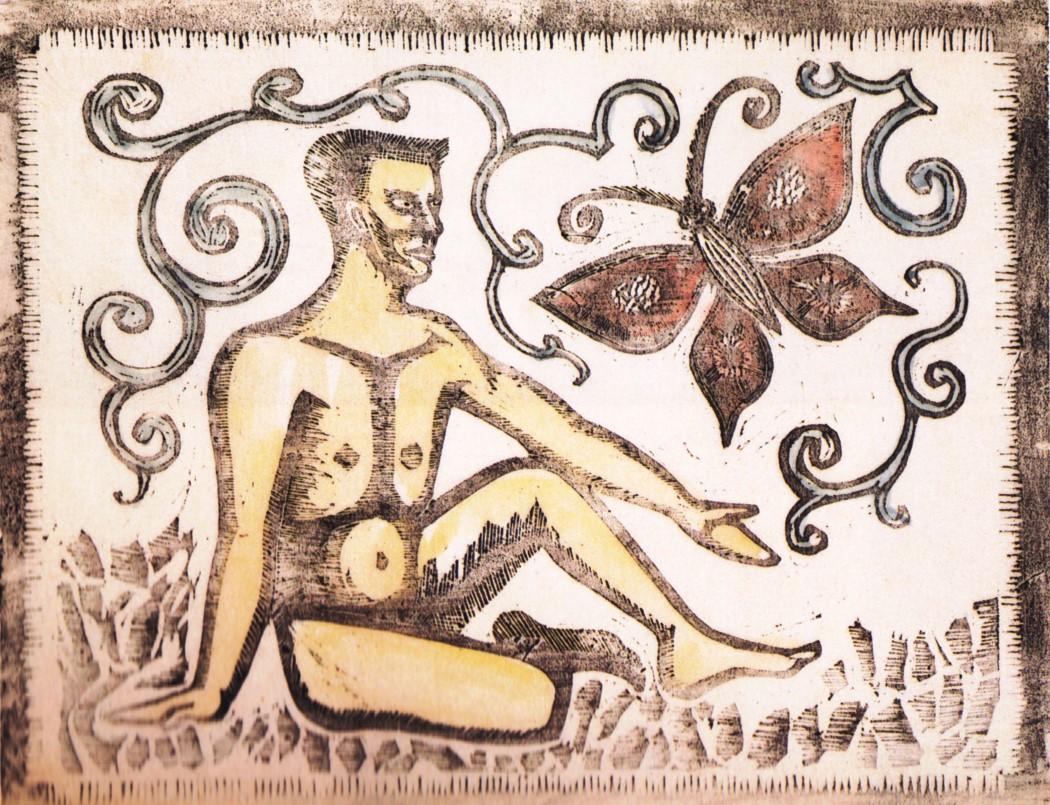
„Schmetterling in der Pubertät“. 1933
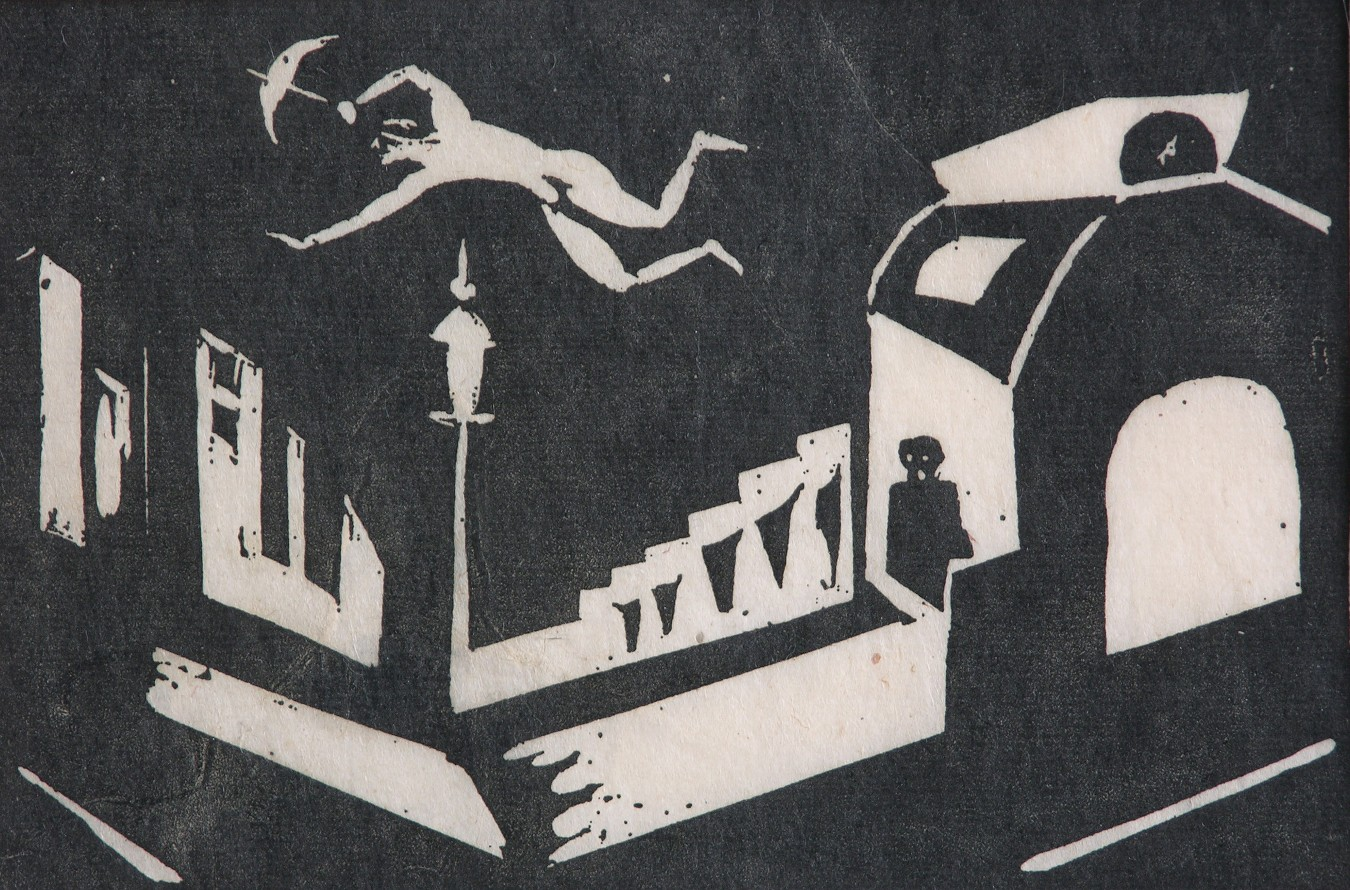
„8.Szene aus dem Schattentheater“ (1932)
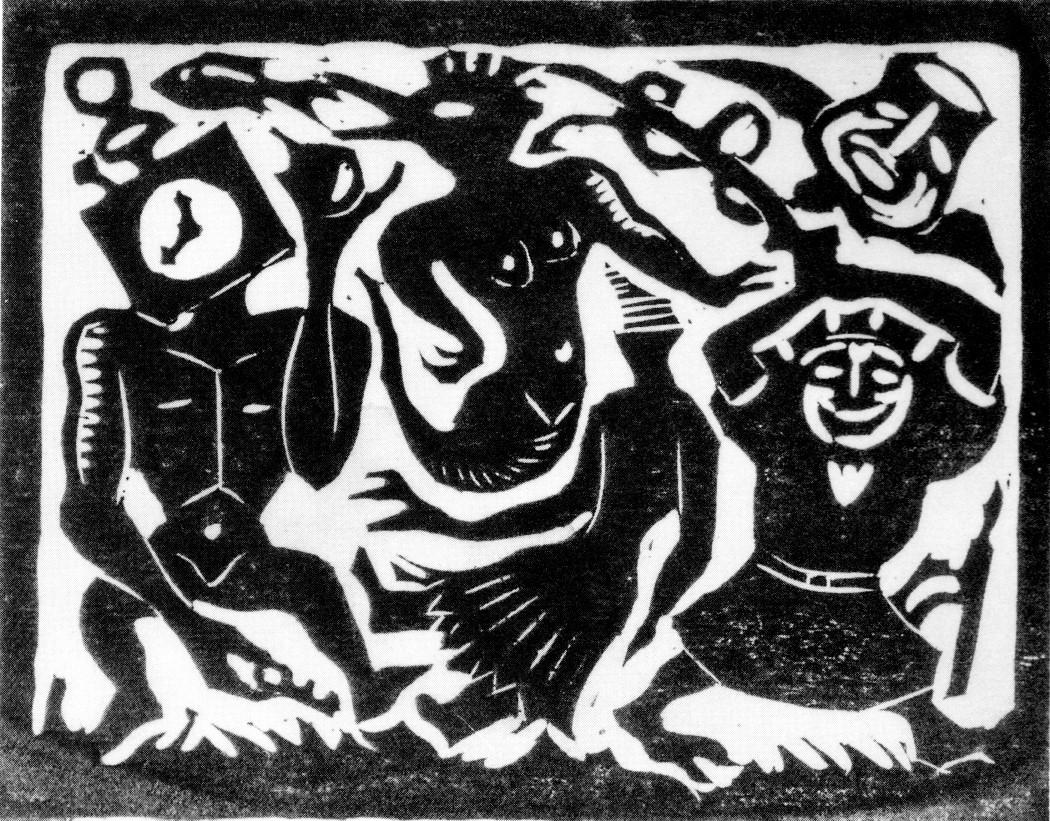
Gespensterszene, 1932
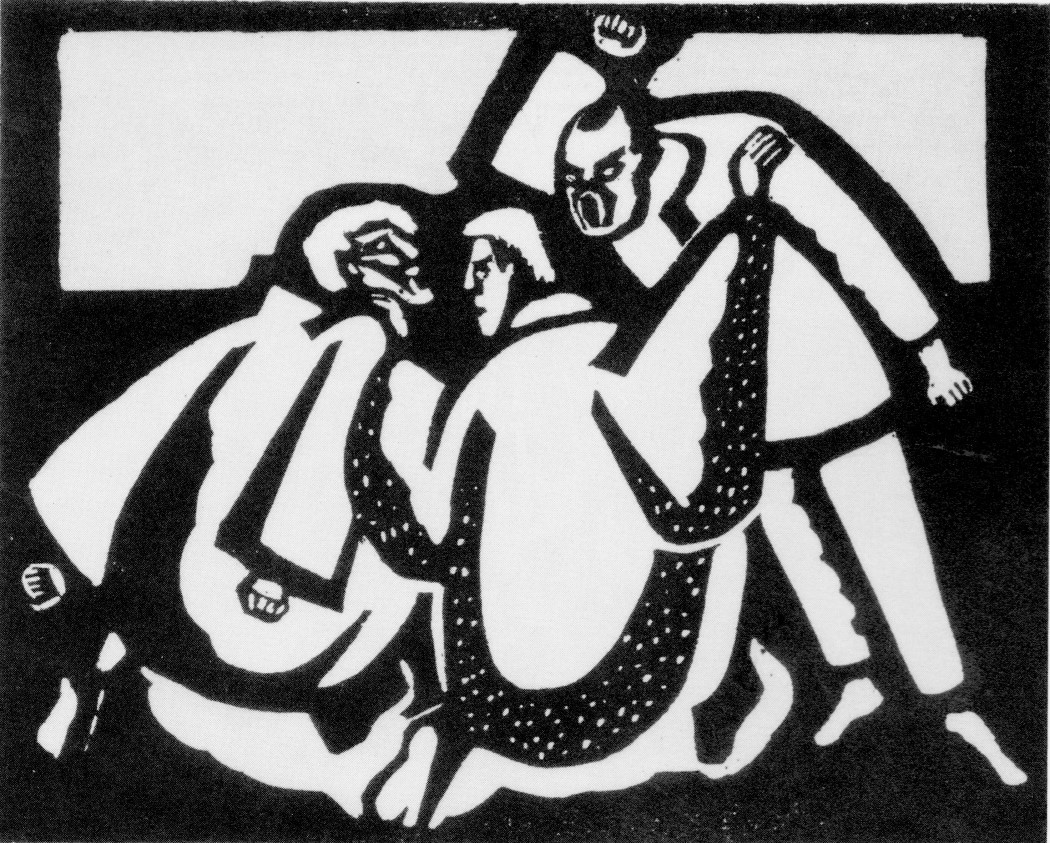
„Abend“, 1933
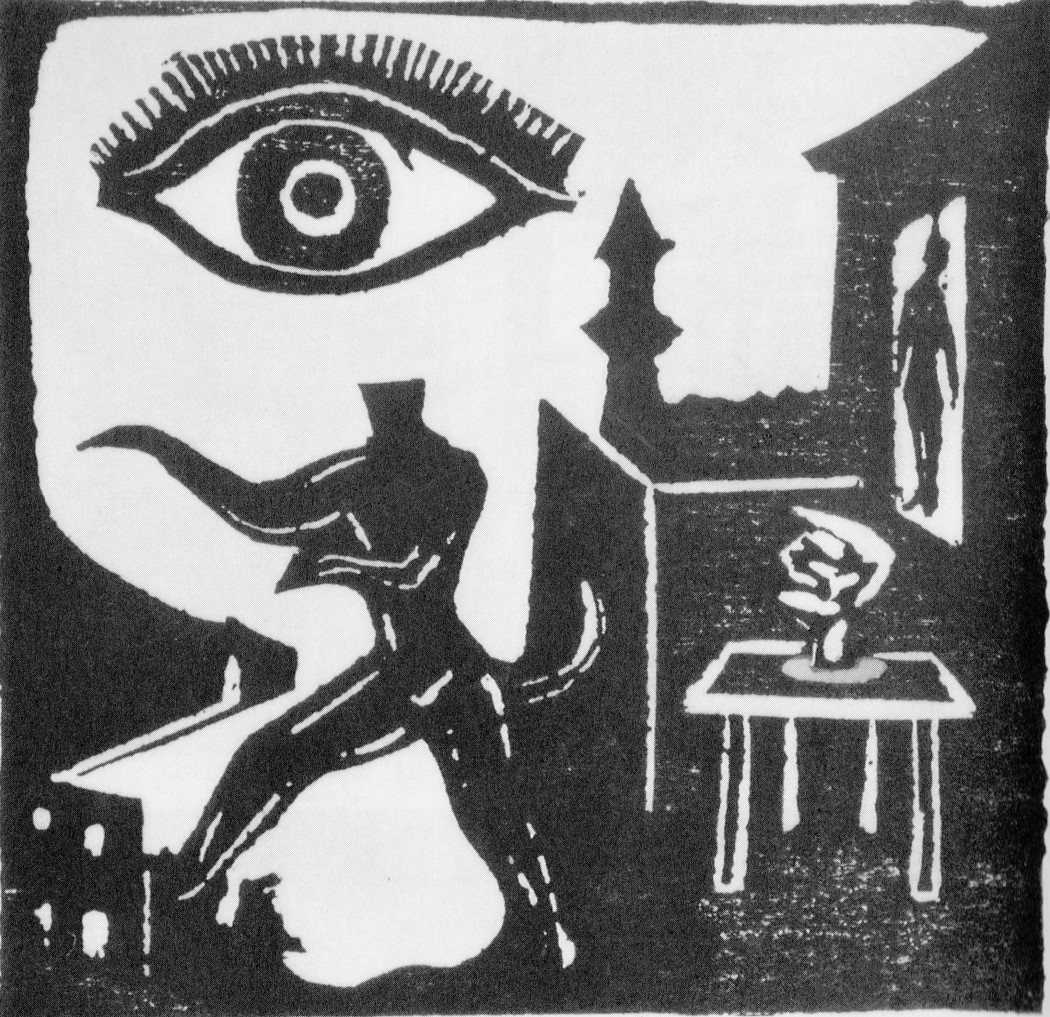
Aus der Sammlung „Fantasie“: „Abend“, 1933